# Унвин, Джозеф Даниэл
Джозеф Даниэл Унвин — английский этнолог и социальный антрополог, работал в Оксфордском университете и Кембриджском университете.

## Вклад в антропологию
В книге Секс и Культура (1934), Унвин изучил 80 примитивных племён и 6 известных цивилизаций на протяжении 5000 лет истории и обнаружил положительную взаимосвязь между культурным достижением людей и сексуальной воздержанностью, которую они соблюдали.
Олдос Хаксли писал:
Выводы Унвина, которые основаны на огромном богатстве тщательно просеянных доказательств, могут быть резюмированы следующим образом. Все человеческие общества находятся в одном из шести культурных условий: зоистические, манистические, деистические, рационалистические, экспансивные, продуктивные. Из этих обществ зоистические демонстрируют наименьший объём мысленной и социальной энергии, продуктивные — наибольший. Исследования показывают, что общества, обладающие наименьшим количеством энергии, это те, в которых не прививается добрачное целомудрие и где существуют наибольшие возможности для внебрачных сексуальных связей. Культурное состояние общества растёт прямо пропорционально тому, в какой степени оно ограничивает добрачные и послебрачные сексуальные возможности.
Согласно Джозефу Унвину, после того, как нация становится процветающей, она становится все более либеральной в отношении сексуальной морали и, как следствие, теряет единство, импульс и цель. Эффект, как говорит автор, является необратимым: вся человеческая история не содержит ни одного примера общества, ставшего цивилизованным, если оно не было абсолютно моногамным, не существует и ни одного примера общества, сохранившего свою культуру после того, как оно приняло менее строгие обычаи.

Джозеф Унвин также полагал, что равенство женщин и мужчин является необходимостью для достижения абсолютной моногамии:
Сложно выразить какое-либо мнение с абсолютной уверенностью, но, в конце своей работы, мне, когда я оборачиваю взор назад во времени, кажется, что неравная судьба женщин, а не обязательное воздержание является причиной падения абсолютной моногамии. Ещё ни одно общество не преуспело в регуляции межполовых отношений таким образом, чтобы сексуальные возможности оставались минимальными на протяжении большого периода времени. Вывод, который я вывожу из свидетельств истории заключается в том, что для достижения такого результата женщины и мужчины сначала должны быть поставлены на ступень полного легального равенства.
«Если… …бодрое общество желает удерживать свою продуктивную энергию в течение долгого времени, и даже всегда, оно должно воссоздать себя, я думаю, сначала поставив мужчин и женщин на уровень абсолютного законного равенства, и потом изменив свою экономическую и социальную форму таким образом, чтобы сделать возможным для сексуальных возможностей оставаться на минимуме продолжительное количество времени, и даже навсегда. В таком случае общество будет направлено в сторону Культурного Прогресса. Его унаследованные традиции будут беспрестанно обогащаться. Оно достигнет более высокой культуры, чем когда-либо было достигнуто. Путём человеческой энтропии его традиция будет дополнена и усовершенствована в такое состояние, которое превосходит наше сегодняшнее понимание.»

## Работы
- Сексуальные Регуляции и Поведение Человека. Лондон: Уильямс и Norgate ltd. 1933.
- Секс и Культура. Лондон: Издательство Оксфордского Университета, 1934.
- Скандал Лишения Свободы за Долги. Лондон: Симпкин Маршалл Ограниченное издание, 1935.
- Сексуальные Регуляции и Культурное Поведение. Лондон: Издательство Оксфордского Университета, 1935.
- Сексуальная Совместимость в Браке. Нью-Йорк: Ренсселер, 1939.
- Hopousia: Или Сексуальные и Экономические Основы Нового Общества, и введение Олдоса Хаксли. Нью-Йорк: Oscar Piest, 1940.
  - Наши Экономические Проблемы и Их Решение (Выписка из «Hopousia».) Лондон: Джордж Аллен & Унвин, Лтд. 1944.

### Избранные статьи
- «Моногамия как условие социальной энергии», журнал Хибберт, вып. XXV, 1927.
- «Классификационная Система Отношений» Человек, Объём. ХХІХ, сентября., 1929.
- «Родство» Человек, Т. ХХХ, апр. 1930.
- «Ответ Доктору Моранту по „культурной антропологии и статистике“,» Человек, Объём. XXXV, марта., 1935.

### Другие
- Темное восхищение: Сексуальная Жизнь Африканских Негров, с предисловием Д. Д. Унвин. Нью-Йорк: Уолден Издание, 1939.